# Рајец (град)
Рајец (слч. Rajec) је град у републици Словачкој који се налази на северу земље у Жилинском крају. Према подацима од 31. децембра 2022. године, обухвата површину од 31.459 km² и у њему живи 5 818 становника, међу којима доминирају Словаци (94,22%) и римокатолици (79,91%). Први пут се у историјским изворима помиње у 1193. године у повељи мађарског краља Беле III (1173—1196) као Raich, док се са статусом града при пут помиње два века касније, 1397. године. Смештен је на обалама реке Рајчанке, на висини од 448 m нмв између Мале Фатре и Стражовских врха, а од окружног седишта Жилине је удаљен 20 km.

## Знаменитости града
- Градска већница која је подигнута у ренесансном стилу, а последњу обнову је доживела 1992. године
- Градски музеј односно зграда некадашње пиваре

## Становништво
| Година:    | 1994. | 2004.   | 2014.   | 2024.   |
| ---------- | ----- | ------- | ------- | ------- |
| Број људи: | 6404  | 6074    | 5881    | 5703    |
| Разлика:   |       | -5,15 % | -3,17 % | -3,02 % |

| Година:    | 2023. | 2024.   |
| ---------- | ----- | ------- |
| Број људи: | 5777  | 5703    |
| Разлика:   |       | -1,28 % |

| Етнички и верски састав становништва | Етнички и верски састав становништва | Етнички и верски састав становништва | Етнички и верски састав становништва |
| ------------------------------------ | ------------------------------------ | ------------------------------------ | ------------------------------------ |
| Пописи                               |                                      | 2001.                                | 1991.                                |
| Укупно становника                    |                                      | 6 074                                | 5 793                                |
| Становништво по националности        |                                      |                                      |                                      |
| Словаци                              |                                      | 98.86%                               | 98.95%                               |
| Мађари                               |                                      | 0.03%                                | 0.05%                                |
| Роми                                 |                                      | 0.00%                                | 0.00%                                |
| Русини                               |                                      | 0.00%                                | 0.00%                                |
| Украјинци                            |                                      | 0.02%                                | 0.00%                                |
| Чеси                                 |                                      | 0.68%                                | 0.83%                                |
| Моравци                              |                                      | 0.12%                                | 0.09%                                |
| Шлезијци                             |                                      | 0.00%                                | 0.00%                                |
| Немци                                |                                      | 0.02%                                | 0.02%                                |
| Пољаци                               |                                      | 0.02%                                | 0.03%                                |
| Становништво по вероисповести        |                                      |                                      |                                      |
| римокатолици                         |                                      | 92.79%                               | 87.36%                               |
| протестанти                          |                                      | 1.89%                                | 1.88%                                |
| гркокатолици                         |                                      | 0.13%                                | 0.05%                                |
| православци                          |                                      | 0.02%                                | 0.00%                                |
| хусити                               |                                      | 0.02%                                | 0.02%                                |
| без вероисповести                    |                                      | 3.42%                                | 1.83%                                |
| остале                               |                                      | 0.15%                                | 0.02%                                |
| неизјашњени                          |                                      | 1.47%                                | 8.84%                                |

| Економски састав становништва                | Економски састав становништва | Економски састав становништва | Економски састав становништва |
| -------------------------------------------- | ----------------------------- | ----------------------------- | ----------------------------- |
| Пописи                                       | 2001.                         | 1991.                         |                               |
| Укупно становника                            | 6 074                         | 5 793                         |                               |
| -Становника мушког пола                      | 2 989                         | 2 848                         |                               |
| -Становника женског пола                     | 3 085                         | 2 945                         |                               |
| Укупан број економски активних особа         | 3 115                         | -                             |                               |
| -Број економски активних особа мушког пола   | 1 634                         | -                             |                               |
| -Број економски активних особа женског пола  | 1 481                         | -                             |                               |
| Укупан број запослених особа                 | 2 368                         | -                             |                               |
| -Укупан број запослених особа мушког пола    | 1 315                         | -                             |                               |
| -Укупан број запослених особа женског пола   | 1 053                         | -                             |                               |
| Укупан број незапослених особа               | 511                           | -                             |                               |
| -Укупан број незапослених особа мушког пола  | 301                           | -                             |                               |
| -Укупан број незапослених особа женског пола | 210                           | -                             |                               |

## Партнерски градови
- Крнов